# BMW・M10エンジン
M10エンジンは、BMWが1962年～1988年まで生産していた直列4気筒SOHCガソリンエンジンである。1936年に生産終了したBMW 309以来の4気筒エンジンで、BMW・ノイエクラッセに搭載された
M10ユニットは26年間、350万台以上のモデルに搭載されてきた。
レース用としてはF1で使われたターボチャージャー搭載のM12ユニットは同ユニットのブロックをベースに、最高出力1400PS(1030kw)を発揮した。また、市販仕様ではE30型M3に搭載されたS14ユニットも同ユニットのブロックをベースにショートストローク化され、更にS38ユニットのシリンダヘッドを4気筒用に短くしたものを組み合わせてDOHC化している。
1987年に後継であるM40エンジンへ徐々に切り替わっていった。

## 開発
エンジニア兼レーシングドライバーであったアレックス・フォン・ファルケンハウゼン男爵は、BMWから1.3Lエンジンの開発を依頼されたが、将来性を見据えて最低でも1.5Lでなければ将来のニーズには見合わないと当時の経営陣を説得。最大で2.0Lまで拡大出来るエンジンの提案がM10エンジン設計に繋がっている。

## 構造
M10ユニットは鋳鉄製のブロック(鍛造クランクシャフト、バランスウェイト、5ベアリング)にアルミニウム合金製ヘッド(1気筒2バルブかつ半球型の燃焼室にチェーン駆動のカムシャフト)を組み合わせている。
初期型はボア82mm、ストローク71mmの1499ccで最高出力は80PS(59kW、79hp)であった。

## 命名規則
1962年～1974年まではM115(M1型の1500cc)とされていたが、1975年にM10エンジンとして認知されてから、1980年にM10B18("M10シリーズ"、"ガソリン"モデルの排気量"1800cc")という現在のBMWのエンジン型式で見られるエンジンコードとなった

## バリエーション

### M115
1499ccで75-82PSを発揮するユニットである。ソレックス製38PDSIキャブレターを装備しているが、圧縮比8.0のローエンドモデルと圧縮比8.8のハイエンドモデルの2種類が存在する。
搭載車両
- 1962-1964 BMW 1500
- 1975-1977 BMW 1502

### M116
1573ccで86-105PS(ツインキャブレター仕様)、84-103PS(シングルキャブレター仕様)を発揮するユニットである。シングルキャブレターモデルは圧縮比8.6(ソレックス製38PDSIキャブレター)、ツインキャブレター仕様は圧縮比9.5(ソレックス製40PHHキャブレター)である。
搭載車種
- 1964-1966 BMW 1600
- 1966-1975 BMW 1600-2/1602
- 1967-1968 BMW 1600 ti

M41エンジンは圧縮比8.3で90PSを発揮する。組み合わせられるキャブレターはソレックス製32DIDAキャブレターである。
搭載車種
- 1975-1980 E21 316

M98エンジンは圧縮比9.5で75PSを発揮する。組み合わせられるキャブレターはピアブルグ製1B2キャブレターである。
搭載車種
- 1981-1983 E21 315

### M10B18
89mmx71mmの1766ccで、仕様にもよるが90～105PSを発揮する。ソレックス製キャブレターもしくはボッシュ製機械式インジェクションが組み合わせられる。
搭載車種
- 1969-1972 1800
- 1971-1975 1802
- 1980-1983 E21 320i/320is
- 1980-1983 E12 518
- 1982-1987 E30 316
- 1982-1988 E30 318i
- 1981-1988 E28 518i

### M118
84mmx80mmの1773ccで、90～130PSを発揮する。ウェーバーもしくはソレックス製キャブレターが組み合わせられる。
搭載車種
- 1963-1968 1800
- 1963-1966 1800ti
- 1964-1965 1800tiSA
- 1974-1981 E12 518

### 2.0Lエンジン
M05エンジンは、89mmx80mmの1990ccで100-120PSを発揮する。
搭載車種
- 1965-1970 BMW 2000CS
- 1966-1970 BMW 2000Ccarburettor
- 1966-1972 BMW 2000
- 1966-1971 BMW 2000ti
- 1968-1976 BMW 2002

M15エンジンはクーゲルフィッシャー製機械式インジェクションを備え、130PSを発揮。tiiエンジンとも呼ばれている。
搭載車両
- 1970-1973 2000tii
- 1972-1974 2002tii
- 1972-1974 E12 520i

搭載車種
- 1972-1977 E12 520

M43/1エンジンは圧縮比8.1で110PSを発揮する。
搭載車種
- 1975-1979 E21 320— ソレックス 32-32 DIDTA キャブレター
- 1975-1979 E21 320i— 北米仕様, Bosch製Kジェトロニック 機械式インジェクション

M64エンジンはボッシュ製Kジェトロニック機械式インジェクションを備え、圧縮比9.3で125PSを発揮する。
搭載車種
- 1975-1978 E21 320i
- 1975-1979 E12 520i

M31エンジンは、圧縮比6.9、KKK製BLDターボチャージャーを備え7psi(約0.483バール)のブースト圧で170PSを発揮する。クーゲルフィッシャー製PL04型機械式インジェクションを装備している。
搭載車種
- 1973-1975 2002 turbo